# 圣叙尔皮斯-洛里耶尔
圣叙尔皮斯-洛里耶尔（法語：Saint-Sulpice-Laurière，法語發音：[sɛ̃ sylpis loʁjɛʁ]）是法国新阿基坦大区上维埃纳省的一个市镇，位于该省东北部，属于利摩日区。

## 地理
圣叙尔皮斯-洛里耶尔（46°3'10"N, 1°28'14"E）面积14.31 平方千米，位于法国新阿基坦大区上维埃纳省，该省份为法国中西部省份，北起顺时针与安德尔省、克勒兹省、科雷兹省、多爾多涅省、夏朗德省和维埃纳省接壤。
与圣叙尔皮斯-洛里耶尔接壤的市镇（或旧市镇、城区）包括：里瓦利耶河畔贝尔萨克、雅布雷耶莱博尔德、洛里耶尔、圣莱热拉蒙塔涅。
圣叙尔皮斯-洛里耶尔的时区为UTC+01:00、UTC+02:00（夏令时）。

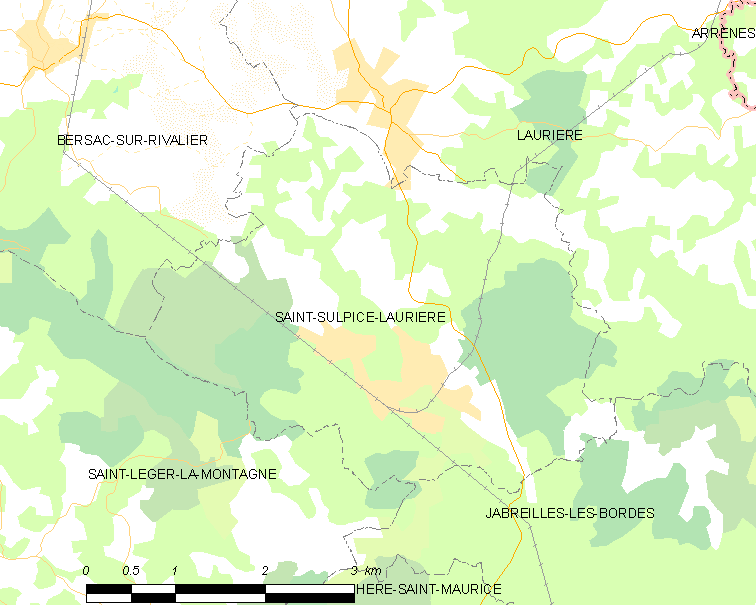
圣叙尔皮斯-洛里耶尔的OSM定位图

## 行政
圣叙尔皮斯-洛里耶尔的邮政编码为87370，INSEE市镇编码为87181。

## 政治
圣叙尔皮斯-洛里耶尔所属的省级选区为昂巴扎克县。

## 交通
圣叙尔皮斯-洛里耶尔站是这一地区的一个小型铁路枢纽。

## 人口

1962-2008年间圣叙尔皮斯-洛里耶尔人口变化图示

圣叙尔皮斯-洛里耶尔于2022年1月1日时的人口数量为804人。